# Grolloo
Cet article possède des paronymes, voir Groleau, Grolleau et Le Gros Lot.
Grolloo est un village dans la commune néerlandaise d'Aa en Hunze, dans la province de Drenthe. Le 1er janvier 2008, le village comptait 795 habitants.